# Честна мускетарска
„Честна мускетарска“ е български телевизионен игрален филм (криминален) от 1994 година на режисьора Анри Кулев по сценарий на Валери Петров. Оператор е Светлана Ганева. Филмът е телевизионна адаптация на едноименната пиеса на Валери Петров.
Песните се изпълняват от Цветана Манева, Румен Трайков, Вълчо Камарашев, Васил Михайлов, Валентин Ганев и Тодор Мадолев.

## Сюжет
ХVІІ век. Легендарните мускетари са вече стари и усещат края, но верни на своите идеали не напускат крепостта, на която служат - за честта, доброто и истината. Майсторите на шпагата са смели рицари - във вечна битка срещу лъжата и несправедливостта - с жизнерадост, остроумие, натрупана мъдрост, простена наивност и някои лирични отклонения...
Атос, Портос, Арамис и Д'Артанян си спомнят младостта и приключенията, дългите битки и любовните авантюри, съжаляват за своя капитан Дьо Тревил и не изпускат от поглед вечния си враг - Кардинала.
Жив е споменът и за „жената на техните мечти“ - съдържателка на любимата им кръчма. Д'Артанян иска отново да докажат силата си, но времето на техните рицарски дела сякаш вече е минало.
Дьо Тревил е в Бастилията, Дворецът пак е нестабилен от същите задкулисни игри - още по-скрити и подли, а самите мускетари едвам устояват на подхвърлените мръсни ръкавици, без честна дума и морал....

## Актьорски състав
| Роля              | Изпълнител       |
| ----------------- | ---------------- |
| Д'Артанян         | Румен Трайков    |
| Атос              | Георги Черкелов  |
| Портос            | Вълчо Камарашев  |
| Арамис            | Васил Михайлов   |
| Мадлен            | Цветана Манева   |
| Дьо Гренвил       | Наум Шопов       |
| Кралят            | Константин Коцев |
| Кардиналът        | Тодор Мадолев    |
| Кралицата         | Петя Силянова    |
| Бъкингам          | Валентин Ганев   |
| младият Д'Артанян | Георги Христов   |
| младият Атос      | Мариан Бозуков   |
| младият Портос    | Ути Бъчваров     |
| младият Арамис    | Иван Ласкин      |
| Бонасьо           | Стефка Янорова   |
| кръчмарката       | Ани Вълчанова    |
| капитанът         | Димитър Луканов  |